# سيلفيا كوهن
سيلفيا كوهن (بالإيطالية: Silvia Cohen)‏ هي ممثلة إيطالية، ولدت في 24 أبريل 1959 بباريس في فرنسا.

## وصلات خارجية
- سيلفيا كوهن على موقع IMDb (الإنجليزية)
- سيلفيا كوهن على موقع روتن توميتوز (الإنجليزية)
- سيلفيا كوهن على موقع ألو سيني (الفرنسية)
- سيلفيا كوهن على موقع أول موفي (الإنجليزية)
- سيلفيا كوهن على موقع ديسكوغز (الإنجليزية)
- سيلفيا كوهن على موقع قاعدة بيانات الفيلم (الإنجليزية)